# Susanne Sundfør
Susanne Aartun Sundfør (Haugesund, 19 marzo 1986) è una cantautrice, compositrice e produttrice discografica norvegese.
Nel corso della sua carriera ha ricevuto sei candidature agli Spellemanprisen, vincendone quattro, e tre candidature al Nordic Council Prize, vincendone una.

## Biografia
Susanne Sundfør è la nipote di Kjell Aartun, un teologo e linguista considerato tra i maggiori esperti di lingue semitiche, in particolare della lingua ugaritica, famoso per una controversa teoria sull'interpretazione delle rune e sull'origine della civiltà minoica.
Sundfør ha iniziato a studiare violino a otto anni, pianoforte a nove e canto a dodici, ma all'epoca questi per lei erano solo hobby. Dopo aver frequentato una scuola di musica, ha iniziato anche a comporre. Ha inoltre studiato Inglese e Arte presso l'Università di Bergen.
In occasione delle elezioni parlamentari in Norvegia del 2017, Sundfør ha dato il suo sostegno pubblico al Partito Socialista di Sinistra, al fine di "proteggere il nostro pianeta" e "sconfiggere il capitalismo"; la cantautrice si definisce infatti ambientalista, socialista democratica e atea. A partire dal 2020 si è fortemente interessata all'agricoltura rigenerativa, con particolare attenzione all'allevamento, e utilizza i propri social network per fare informazione e attivismo su questi temi e su quelli dell'alimentazione onnivora consapevole.
Il 15 agosto 2020 ha rivelato su Instagram di essere incinta della sua prima figlia. Il 14 agosto 2022 ha inoltre annunciato di essersi sposata.
Dopo aver vissuto per un periodo a Londra, tra il 2015 e il 2016, è tornata a Oslo, dove vive tuttora.

## Carriera

### Susanne SundføreTake One(2005–2009)
Sundfør ha iniziato a farsi conoscere in Norvegia nel 2005, quando ha aperto alcuni concerti del cantante inglese Tom McRae. Nel 2006 è poi andata in tour con i Madrugada, cantando la loro Lift Me, un duetto originariamente registrato con Ane Brun. Il 13 novembre, Susanne pubblica il suo singolo di debutto, Walls, mentre il 10 marzo 2007 viene pubblicato l'album di debutto, Susanne Sundfør, che raggiunge la terza posizione nella classifica di vendita norvegese. Nello stesso anno viene poi pubblicato il singolo I Resign.
L'album omonimo di Susanne è caratterizzato da un folk pop acustico con tocchi orchestrali e le ha permesso di vincere il prestigioso premio Spellemannprisen, ossia il Grammy norvegese, nella categoria "Miglior Artista Femminile". Durante il discorso di premiazione, Sundfør ha criticato l'organizzazione degli Spellemannprisen, accusandoli di essere arcaici nel loro dividere le donne e gli uomini in due categorie distinte.
Il 10 marzo 2008 Sundfør pubblica Take One, il cui titolo allude all'essere stato registrato in una sola sessione: tecnicamente parlando, si tratta del primo album live della cantautrice. Qui sono stati reinterpretati i brani di Susanne Sundfør con degli arrangiamenti acustici più minimali (pianoforte e voce o chitarra e voce). Nello stesso anno, canta Ingen Vinner Frem til Den Evige Ro (No One Reaches the Eternal Calm), di Lars Linderot e Gustav Jensen, all'interno della compilation Sorgen og Gleden (The Sorrow and the Joy) voluta dalla principessa ereditaria Mette-Marit di Norvegia.

### The BrotheleA Night at Salle Pleyel(2010–2011)
Il 12 marzo 2010, Susanne Sundfør pubblica il suo secondo album, The Brothel, che ha ottenuto un grande successo nella madrepatria, arrivando alla prima posizione della classifica di vendita e diventando l'album più venduto dell'anno in Norvegia. Ha inoltre ottenuto due candidature agli Spellemansprisen, per le categorie "Migliori Testi" e "Miglior Compositore", vincendo in quest'ultima.
Dal punto di vista musicale, The Brothel ha rappresentato una svolta cruciale per Susanne, che qui ha collaborato con Lars Horntveth dei Jaga Jazzist. Lo stile è ibrido e vario, mescolando di volta in volta dream pop, jazz, baroque pop, synth pop, soul bianco, musica acustica e riferimenti alla musica sacra. Susanne Sundfør ha anche fatto ricorso alle dissonanze e a controcanti apparentemente cacofonici, mentre i testi sono molto curati. La critica ha acclamato tutto ciò, al punto da affermare che The Brothel rompa ogni cliché compositivo con uno sforzo di prodezza lirica innovativo ma mai eccessivo, arrivando a far piangere molti artisti sia per l'invidia verso la superiorità artistica di Susanne sia per la bellezza delle sue composizioni.
Riguardo al tema di The Brothel, Susanne si è espressa così:
Susanne Sundfør ha promosso l'album con un tour norvegese ed esibizioni in programmi televisivi e radiofonici. Sono stati inoltre estratti tre singoli: The Brothel, It's All Gone Tomorrow e Turkish Delight. Di tutti e tre sono stati pubblicati dei remix ufficiali, ma solo del primo è stato girato un videoclip.
Sempre nel 2010, Susanne si è unita alla band krautrock e shoegaze norvegese Hypertext in qualità di tastierista e cantante aggiuntiva, ma l'ha abbandonata quasi subito; ha comunque partecipato alla scrittura dell'album Astronaut Kraut!, pubblicato lo stesso anno.
Nel 2011, Susanne ha prestato la voce per il brano Baboon Moon, contenuto nell'omonimo album di Nils Petter Molvær, pioniere del nu jazz. Nel frattempo, alla cantautrice viene chiesto di comporre della musica per il venticinquesimo anniversario dell'Oslo Jazz Festival. Susanne, dopo aver assistito a dei concerti sinfonici nella sala parigina Salle Pleyel, si ubriaca nella sua camera d'albergo e compone una suite per sintetizzatori divisa in sei movimenti. Il risultato, A Night at Salle Pleyel, rientra nella musica colta contemporanea, in particolare in quella elettroacustica, presentando anche elementi jazz. Il 28 agosto la suite è stata suonata da Susanne e da un team di tastieristi da lei scelti al Sentrum Scene di Oslo. Dell'evento è stato registrato l'audio, che il 14 novembre è stato pubblicato in tiratura limitata sotto forma di LP e, successivamente, anche in versione digitale.
Nel 2011 collabora anche con Timbuktu, cantando nel suo brano Kapitulera, contenuto nell'album Sagolandet.

### The Silicone Veil(2012–2013)

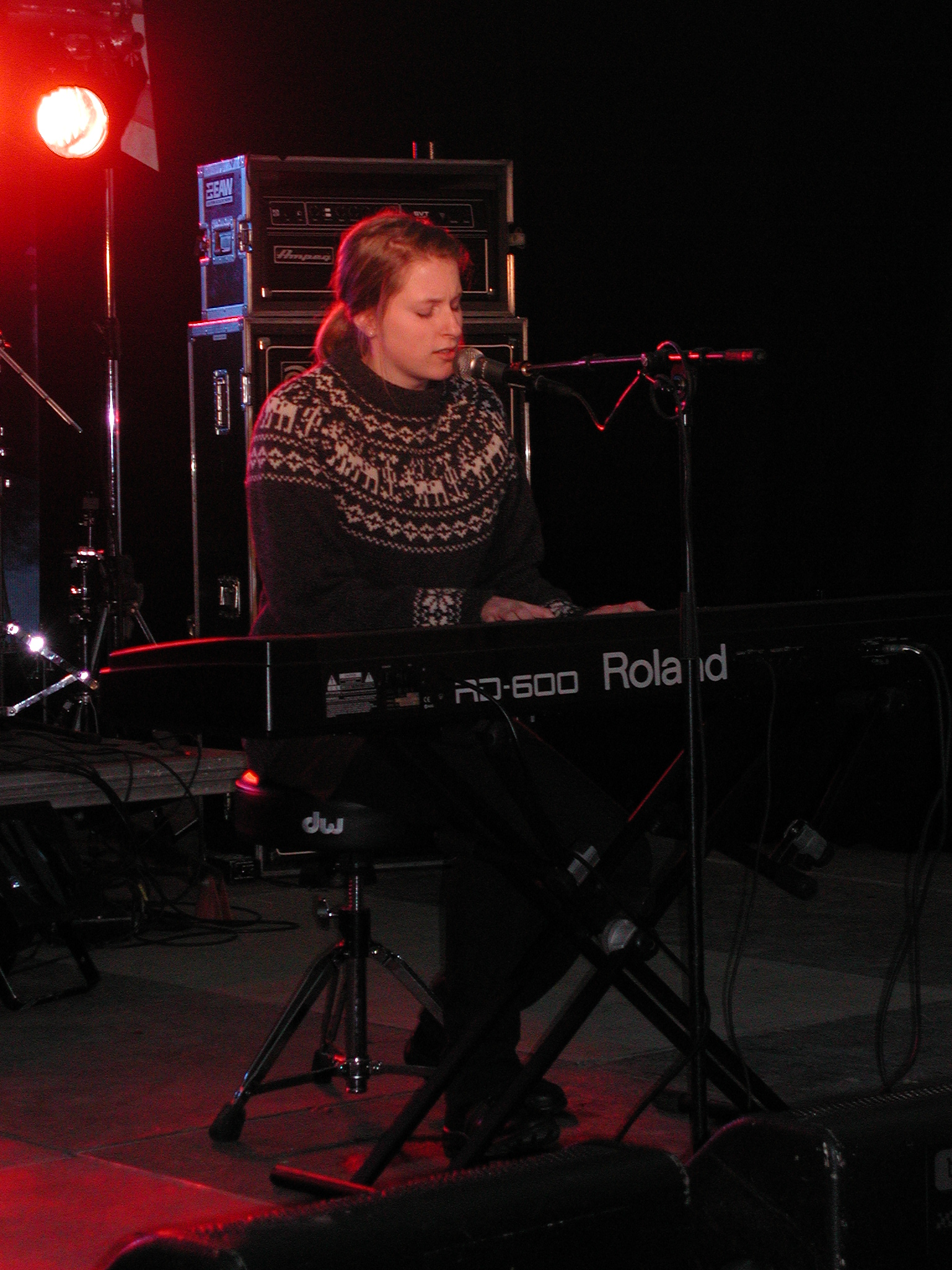
Susanne Sundfør durante una esibizione a Tromsø nel 2006.

Il 23 marzo 2012 è uscito l'album pop The Silicone Veil. Rispetto al precedente The Brothel è diminuita la componente jazz e a acustica, ma è molto aumentata quella elettronica. I suoni sintetici, inoltre, vengono spesso sorretti da archi, arpa, pianoforte e ottoni. Un altro elemento caratterizzante dell'album è l'uso frequente di dissonanze, controcanti e sovraincisioni. Le linee vocali sono ricche di colorature e abbellimenti, mentre i testi sono spesso poetici e criptici. Sundfør ne ha sintetizzato le tematiche in quattro parole: apocalisse, morte, amore e neve. Il titolo dell'album, inoltre, si riferisce al confine tra uno stato dell'Essere e un altro, tra la vita e la morte, tra la natura e la tecnologia, tra noi e la terra e tra le persone.
Dall'album sono stati estratti tre singoli: White Foxes, The Silicone Veil e Among Us. Per tutti sono stati pubblicati dei remix ufficiali e girati dei videoclip. La promozione è avvenuta con un tour che ha coinvolto soprattutto la Norvegia, ma che ha visto dei concerti anche negli Stati Uniti d'America e in alcune nazioni europee. La cantante si è inoltre esibita in vari programmi televisivi norvegesi e ha cantato White Foxes in occasione della cerimonia di premiazione del Premio Nobel per la Pace 2012.
L'album The Silicone Veil ha ottenuto un grande successo tra il pubblico, arrivando al primo posto nella classifica degli album più venduti in Norvegia e rimanendo per quarantasei settimane nella Top40. Il riscontro è stato ottimo anche presso la critica, che ne ha lodato l'originalità e la cura per i dettagli. In varie recensioni, è stato sottolineato l'equilibrio tra la componente pop e quella artistica, l'imprevedibilità delle strutture, la meticolosità del labor limae, lo sperimentalismo e il coraggio dei suoni, la sofisticatezza e la stratificazione delle melodie. L'album è stato definito come un baricentro del pop a cui è virtualmente impossibile avvicinarsi, come "oltre il pop che si rifiuta di essere pop" e come un visionario condensato di spettrale ed elegante romanticismo.
Sempre nel 2012, Susanne ha prestato la sua voce nel singolo Away di Morten Myklebust. Nel 2013 ha poi registrato un remix di A.M.A. dei Maps. Successivamente, dopo aver reinterpretato Ice Machine dei Depeche Mode assieme ai Röyksopp, ha cantato in due loro brani, Running to the Sea e Save Me, pubblicati nell'album The Inevitable End del 2014. Susanne ha collaborato anche con gli M83, cantando nel brano portante della colonna sonora del film Oblivion. Ha inoltre prodotto e arrangiato l'album The Urge Drums, esordio del duo Bow to Each Other.

### Ten Love Songs(2014–2016)
Il 16 febbraio 2015, Susanne Sundfør pubblica l'album Ten Love Songs, anticipato dal singolo Fade Away a cui poi sono seguiti Delirious, Kamikaze e Accelerate; solo del primo e dell'ultimo singolo sono stati girati dei videoclip. Per promuovere l'album, Susanne ha intrapreso un tour in Europa e in Nord America, partecipando anche a vari festival.
Ten Love Songs nasce dal desiderio dichiarato di creare un album più pop e mainstream dei precedenti, ma senza rinnegare la voglia di sperimentare su sonorità colte. Intervistata dal The Guardian e dal Telegraph, ha anche paragonato la composizione di quest'album alla risoluzione di problemi matematici, di algoritmi o di puzzle, ma ciò non le ha impedito di esprimere in musica una forte carica emotiva che l'ha fatta sentire "nuda, senza pelle". Susanne ha scritto tutti i testi e le musiche e ha prodotto da sola sei canzoni, mentre altre quattro le ha co-prodotte rispettivamente col duo Röyksopp, con Anthony Gonzalez degli M83, con Jonathan Bates (conosciuto come Big Black Delta) e con Lars Horntveth dei Jaga Jazzist.. Susanne ha collaborato anche con l'orchestra da camera Trondheim Soloists. Il risultato finale è un album di synth pop/electropop raffinato e insieme dance, con sezioni folk, dream pop e di musica orchestrale da camera. Strumento principe dell'album è l'organo, attorno al quale si sviluppano citazioni di musica colta.

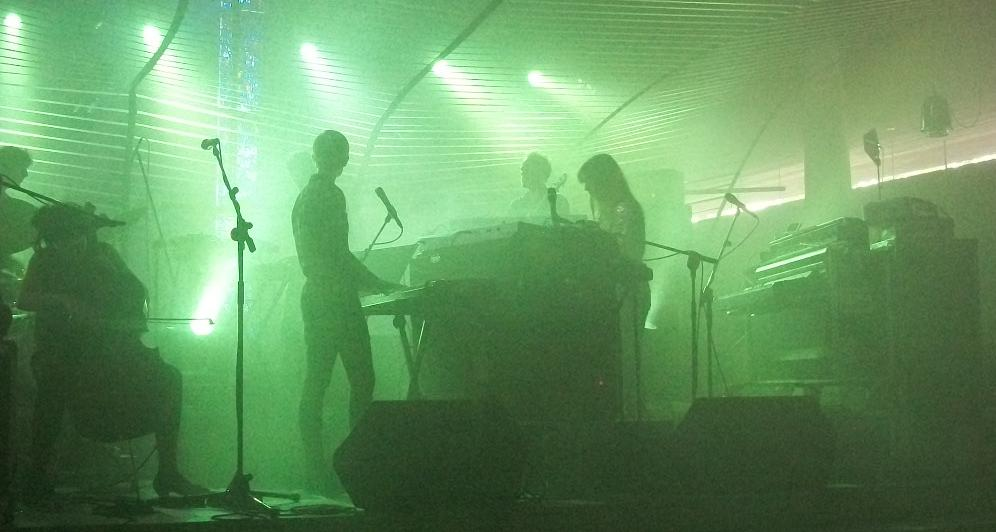
Susanne durante un'esibizione nel 2012.

Riguardo al tema dell'album, Susanne si è espressa così:
Confrontati con quelli degli album precedenti, i testi di Ten Love Songs risultano più semplici e diretti, in accordo con le tematiche più emotive.
Ten Love Songs è rimasto per sessantatré settimane nella top40 degli album più venduti in Norvegia, quattordici delle quali nella top10 e toccando per tre volte la prima posizione. È entrato anche nelle classifiche di vendita del Regno Unito e della Svezia. Il riscontro è stato ottimo anche presso la critica. nonostante l'approccio più "easy-listening" rispetto agli album precedenti. Ten Love Songs è infatti stato descritto come molto brillante, in grado di essere sia diretto e accattivante sia profondo, mostrando "padronanza dell'artpop, freddo synthpop e una disco simultaneamente gioiosa e disperata". Altri hanno invece parlato di "musica pop irradiata da un altro pianeta, con un'impressionante quantità di idee stipate in dieci brani".
Nel 2015 Susanne ha inoltre cantato in Cascade Of Events, brano di André Bratten contenuto nell'album Gode.
Nel 2016, per le premiazioni relative al 2015, Susanne Sundfør ha vinto agli Spellemannprisen nelle categorie "Miglior Artista Pop Solista", "Produttore dell'Anno" e "Album dell'Anno". Ha anche ottenuto la candidatura nella categoria  "Miglior Canzone" (per Delirious). Durante la cerimonia di premiazione, si è esibita con una breve versione alla chitarra acustica di The Sound of War, la cui versione estesa si troverà nel suo prossimo album.

### Music for People in Trouble(2016–2019)
In un'intervista di novembre 2015, Sundfør ha annunciato di star lavorando al nuovo album, dicendo di essere in lista d'attesa per un nuovo sintetizzatore dal suono "molto cosmico" e con un riverbero rétro ispirato a quelli usati da Jean-Michel Jarre, nonché di voler mischiare suoni di un candido romanticismo con un'elettronica industrial e asciutta.
Nel 2016 collabora di nuovo con gli M83 nel brano jazz For the Kids, contenuto nell'album Junk, pubblicato l'8 aprile. Il 9 settembre viene invece pubblicato Never Ever, singolo dance dei Röyksopp al quale Susanne ha prestato la voce. Lo stesso giorno viene pubblicato per il download gratuito il brano country folk Reincarnation, che sarà contenuto nel prossimo album di Susanne.
Nel 2017, Susanne ha spiegato al The Daily Telegraph di essersi stancata della tecnologia e di volersi sentire di nuovo come la musicista che era un tempo, cercando suoni più naturali, minimali e acustici. Nella stessa intervista, Susanne ha spiegato di aver iniziato a sentire questa necessità contestualmente a un esaurimento nervoso e a un periodo di forte depressione e alcolismo seguito alla pubblicazione di Ten Love Songs. Per cercare di ritrovare se stessa, si è sfogata scrivendo nuova musica e ha intrapreso un viaggio intorno al mondo, toccando l'Islanda, gli Stati Uniti, la Corea del Nord, la Cina, il Nepal, il Guatemala e l'Amazzonia. Susanne ha inoltre preso parte a un ritiro sui Pirenei del Dark Mountain Project, ossia un gruppo di artisti eterogenei impegnati nella lotta alle crisi ecologiche e sociali. Tutte le foto presenti nel booklet del nuovo album sono state scattate durante questo viaggio intorno al mondo, in particolare quella in copertina è stata scattata in Guatemala. L'ispirazione per Music for People in Trouble è arrivata anche dal saggio L'universo dal nulla del fisico e divulgatore scientifico statunitense Lawrence M. Krauss e dall'antologia di poesie News of the Universe curata da Robert Bly.

In un'intervista al The Daily Telegraph, Susanne ha dichiarato che l'album riguarda la sua visione delle delusioni amorose, dell'inquinamento e dei cambiamenti climatici, dei conflitti politici e della guerra. Riguardo alla scelta del titolo, si è spiegata così:
Musicalmente, l'album presenta una commistione di pop acustico, jazz, country folk e, in quattro brani, elementi d'elettroacustica con riferimenti alla musica concreta, alla drone e all'ambient. Gli arrangiamenti sono minimali e ruotano intorno a pochi strumenti, mentre le strutture tendono a essere abbastanza libere, discostandosi quasi sempre dalla forma canzone.
Il 6 giugno è stata pubblicata la versione editata di Undercover, primo vero singolo dell'album Music for People in Trouble, pubblicato poi l'8 settembre. Con quest'album Sundfør ha vinto il suo primo Nordic Council Prize, battendo Björk e Fever Ray.
Il 24 luglio è uscito il secondo singolo, Mountaineers, cantato in duetto con John Grant e il cui titolo fa riferimento alla poesia Riarmo di Robinson Jeffers. Il giorno seguente Susanne si è esibita alla Royal Albert Hall di Londra, in occasione del tributo a Scott Walker delle The BBC Proms; contestualmente, si è esibita anche in tv, invitata dalla BBC News.
Tra settembre e ottobre, Sundfør ha promosso l'album attraverso un mini-tour europeo, mentre a novembre ha tenuto dei concerti in Nord America. Tra gennaio e marzo 2018 ha tenuto altri concerti in varie nazioni europee, mentre a maggio ha tenuto una nuova serie di esibizioni in Norvegia, promossa anche attraverso la pubblicazione di un videoclip live di Undercover precedentemente girato a Manchester. Durante l'estate, l'artista ha partecipato a vari festival musicali, chiudendo il tour ad agosto.
Il 30 ottobre 2018, durante il Nordic Council Prize Gala, Sundfør si è esibita con un nuovo brano: Sleepwalking.
Il 23 gennaio 2019 i Mercury Rev hanno pubblicato una collaborazione con Sundfør: si tratta di una cover di Tobacco Road di Bobbie Gentry, poi inclusa nell'album The Delta Sweete Revisited.
Il 6 settembre Morten Myklebust ha pubblicato il suo terzo album, Break Up, prodotto da Sundfør.
Il 18 ottobre Susanne Sundfør ha pubblicato Reincarnation - Live from the Barbican, anteprima dell'album dal vivo Music for People in Trouble - Live from the Barbican che è stato pubblicato il 29 novembre. Si tratta della registrazione del concerto, interamente dedicato all'ultimo album della cantautrice, avvenuto al Barbican di Londra il 21 maggio 2018; durante tale esibizione i brani sono stati reinterpretati secondo stilemi maggiormente jazz.

### La pausa e le nuove collaborazioni (2020–2022)
Il 7 gennaio 2020, Sundfør ha pubblicato il singolo, dotato di videoclip, When the Lord, che è stato scritto per la colonna sonora del documentario Selvportrett (The Self Portrait), diretto da Margreth Olin, Katja Høgset e Espen Wallin. Il documentario racconta la vita e l'arte della famosa fotografa norvegese Lene Marie Fossen, che è morta il 22 ottobre 2019 a seguito di una lunga battaglia con l'anoressia. Il 10 gennaio 2020 Sundfør ha quindi pubblicato l'EP Self Portrait Original Soundtrack.
Nell'agosto dello stesso anno, contestualmente all'annuncio della propria gravidanza, Sundfør spiega di volersi prendere una pausa.
Il 10 settembre è stato pubblicato il libro fotografico di Music for People in Trouble, contenente alcuni scatti fatti da Sundfør durante il viaggio precedente alla pubblicazione dell'omonimo album.
Nel 2022 Susanne ha collaborato di nuovo con il duo di musica elettronica Röyksopp, nei brani If You Want Me e The Mourning Sun, contenuti nell'album Profound Mysteries pubblicato il 29 aprile, in Oh, Lover e Tell Him, contenuti nell'album Profound Mysteries II pubblicato il 19 agosto, e infine in Stay Awhile, contenuto nell'album Profound Mysteries III pubblicato il 28 novembre. If You Want Me, Oh, Lover e Stay Awhile sono stati pubblicati anche come singoli, rispettivamente il 27 aprile, il 17 agosto e il 26 novembre. Durante l'estate dello stesso anno Sundfør ha anche ripreso gradualmente l'attività dal vivo.

### Blómi(2023)
Il 23 febbraio 2023 Susanne Sundfør pubblica il singolo Alyosha contenente il brano omonimo e Leikara Ljóð; tali tracce anticipano l'album Blómi, pubblicato poi il 28 aprile. Nonostante i titoli, i testi dei due brani sono in lingua inglese; musicalmente, invece, il primo è orientato verso un folk pop cantautoriale e acustico, mentre il secondo ha forti influenze gospel e una chiusura folk. Il 24 marzo è stata pubblicata la versione editata di Leikara Ljóð, promossa anche attraverso un lyric video, mentre il 17 aprile è stato pubblicato il videoclip di Alyosha, contenente scene tratte dal matrimonio di Sundfør.
Il titolo dell'album vuol dire "sbocciare" in norvegese antico e i testi pescano dalle esperienze di vita della cantautrice, con particolare riferimento al lavoro accademico del nonno e alla propria esperienza di neomamma. In particolare, Sundfør ha voluto dedicare Blómi alla figlia, pensandolo come una lettera per guidarla in un mondo instabile, e lo ha voluto fare anche traendo ispirazione dalla storia delle popolazioni indigene scandinave, che un tempo si basavano su strutture sociali matrilineari. All'interno dell'album è presente anche la traccia già presentata dal vivo Sleepwalking, che è stata rinominata Náttsǫngr.
La cantautrice ha dichiarato:
L'album Blómi si mantiene su coordinate stilistiche simili a quelle di Music for People in Trouble, alternando brani jazz e altri di folk cantautoriale, con particolare riferimento a Joni Mitchell; sono comunque presenti anche brani descritti come soul o con elementi di musica elettroacustica colta (musique concrete ed electro-ambient). Inoltre, rispetto al triste e malinconico album precedente, le melodie e le atmosfere sono generalmente più luminose e speranzose.

## Stile musicale
L'artista si presenta come poliedrica ed eclettica. Ha iniziato la propria carriera proponendo un folk pop acustico, per poi sperimentare nella direzione di un art pop molto elettronico e con influenze dream pop, baroque pop, jazz, synth pop, soul e psichedeliche. I suoi album The Brothel e The Silicone Veil, pur venendo lodati per la loro originalità e freschezza, sono stati talvolta accostati a certi lavori di Björk, di Kate Bush e dei The Knive. Con l'album Ten Love Songs, Susanne si è poi spostata verso un connubio di electropop, dance, euro disco, dream pop e chamber pop, per poi ritornare a una dimensione più intima e acustica con l'ibrido di country folk e jazz di Music for People in Trouble, che presenta inoltre qualche passaggio di musica elettroacustica colta. Con Blómi ha proseguito sulla strada dell'album precedente, alternando brani jazz e ad altri di folk cantautoriale, pur con qualche momento soul, gospel e con intermezzi strumentali di musica elettroacustica ed electro-ambient.

## Discografia

### Album in studio
- 2007 – Susanne Sundfør
- 2010 – The Brothel
- 2012 – The Silicone Veil
- 2015 – Ten Love Songs
- 2017 – Music for People in Trouble
- 2023 – Blómi

### Album dal vivo
- 2008 – Take One
- 2011 – A Night at Salle Pleyel
- 2019 – Music for People in Trouble - Live from the Barbican

### Colonne sonore
- 2020 – Self Portrait Original Soundtrack

### Singoli
- 2007 – Walls
- 2007 – I Resign
- 2010 – The Brothel
- 2010 – It's All Gone Tomorrow
- 2011 – Turkish Delight
- 2012 – White Foxes
- 2012 – The Silicone Veil
- 2013 – Among Us
- 2014 – Fade Away
- 2015 – Delirious
- 2015 – Kamikaze
- 2015 – Accelerate
- 2017 – Undercover (Edit)
- 2017 – Mountaineers (featuring John Grant)
- 2019 – Reincarnation - Live from the Barbican
- 2020 – When the Lord
- 2023 – Alyosha (Edit)
- 2023 – Leikara Ljóð (Edit)

### Collaborazioni
- 2010 - Real Ones – First Night on Earth, in Sister to All
- 2010 - Hypertext – Astronaut Kraut!
- 2011 - Nils Petter Molvær – Baboon Moon, in Baboon Moon
- 2011 - Timbuktu – Sagolandet, in Kapitulera
- 2012 - Morten Myklebust – Morten Myklebust, in Away
- 2013 - Röyksopp – Late Night Tales: Röyksopp, in Ice Machine (Depeche Mode cover)
- 2013 - M83 – Oblivion: Original Motion Picture Soundtrack, in Oblivion
- 2014 - Röyksopp – The Inevitable End, in Running to the Sea e Save Me
- 2014 - Kleerup – As If We Never Won, in Let Me In
- 2015 - André Bratten - Gode, in Cascade Of Events
- 2016 - M83 - Junk, in For The Kids
- 2016 - Röyksopp – Never Ever
- 2019 - Mercury Rev – Tobacco Road (Bobbie Gendry cover)
- 2022 - Röyksopp – Profound Mysteries, in If You Want Me e The Mourning Sun
- 2022 - Röyksopp – Profound Mysteries II, in Oh, Lover e Tell Him
- 2022 - Röysopp – Profound Mysteries III, in Stay Awhile